# 水野年方
水野 年方（みずの としかた、1866年3月6日（慶応2年1月20日）- 1908年（明治41年）4月7日）は、 明治時代の浮世絵師、日本画家。

## 来歴

### 生い立ち
月岡芳年の門人。元の姓は野中、通称は粂次郎または粂三郎。 応斎、蕉雪と号す。神田東紺屋町に住む左官の棟梁・野中吉五郎の長男として生れる。生来絵を好み、父の仕事を継ぐべく仕事場に行って土捏ねをするさなかに、漆喰にコテを使って絵を描いていたという。それを見ていた出入りの旦那が、年方の父に向かって「こんなに（絵が）好きなら一つ習わせてみたらどうか。失礼ながら（年方は）職人には惜しい品の良い子、骨細で色白な、あれあの日盛りの土蔵の屋根で仕事をしている柄ではない」と説き、父も年方が嫌と言えなかったことを不憫に思い、絵の道に進むのを認めた。

### 修行時代
こうして父の許しを得た年方は、明治12年（1879年）数え14歳で月岡芳年に入門し浮世絵を学ぶ。しかし、この頃の芳年は借金をして遊郭に入り浸るなどの不行跡が目立ち、これに我慢ならなかった年方の父が翌年には連れ戻している。その後生活のため一時、鈴木鵞湖門下の山田柳塘に陶器画を学び、薩摩陶器画工場神村方の職工長となっている。16歳のとき父を亡くし、陶器の下絵やビラ絵を描いて自立している。
明治15年（1882年）に芳年が第一回内国絵画共進会に出品した「藤原保昌月下弄笛図」（ウースター美術館蔵）で名声を得て、翌年これを錦絵にして出版されるなど、芳年の社会的評価が高まるに乗じて、年方は再び芳年に師事する。なお水野姓に変えたのも芳年再入門と同じ頃である。芳年は弟子を大変可愛がった反面、気に食わぬ事があれば、六尺棒を振りかざしてどやしつけ、破門すると言っては叱りつけるような、厳しく難しい人柄だった。結果、通わなくなる弟子も珍しくなかったが、年方は熱心に通い、芳年の叱責にも涙をこぼしながら黙って聞いていたという。

### 独り立ちと一門の継承

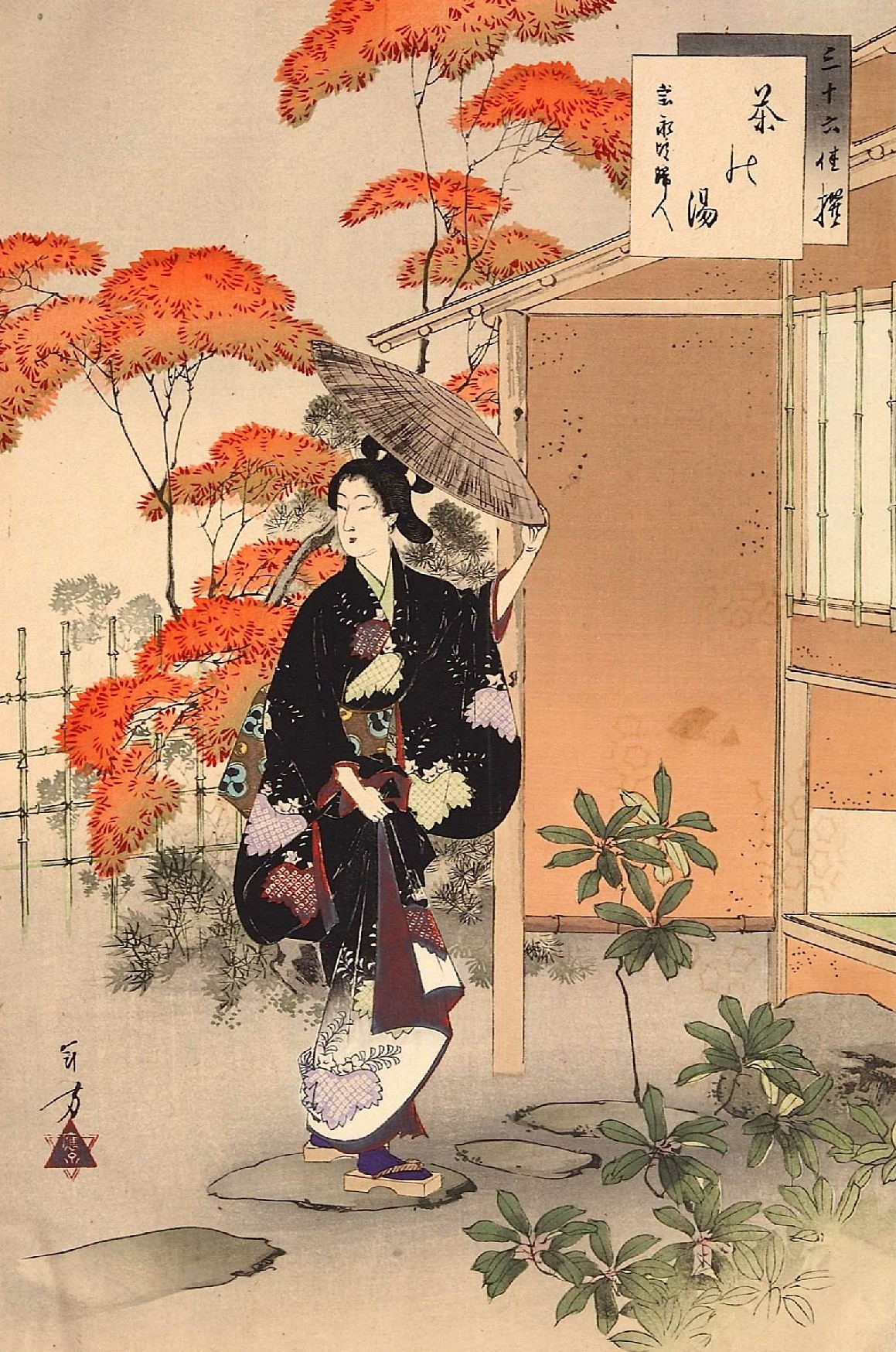
『三十六佳撰』より「茶の湯」明治26年（1893年）

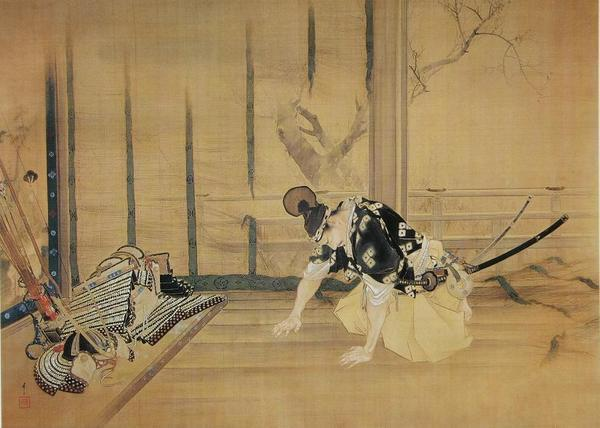
『佐藤忠信参館之図』明治31年（1898年）

早くも明治17年（1884年）にデビュー、武者絵などを手がける。翌年の見立て番付「東京流行細見記」浮世絵の部では、早くも12番目に載っている。明治19年（1886年）頃からは『やまと新聞』に挿絵を描いて名を上げる。この時を機に、署名も「野中」から「水野」へ改めたと見られる。23歳か24歳の頃には日本青年絵画協会に出品して認められている。また柴田芳洲に南画を学び、明治23年（1890年）に芳洲が没すると、渡辺省亭や三島蕉窓について南画、花鳥画を学んだ。別号の「蕉雪」は、蕉窓との繋がりによる。一方で故実家の松原佐久について、有職故実も研究した。明治25年（1892年）に芳年が亡くなると、年方が「二代目大蘇芳年」を名乗るのは取りやめになったが、実質的に芳年一門の後継者に推された。
明治28年（1895年）創刊の『文芸倶楽部』では13年間に52枚の口絵を描き、多くの文学小説の単行本にも挿絵をよせるなど、尾形月耕と並ぶ人気挿絵画家となる。年方の活動期は丁度日本の出版業界が勃興する時期に重なり、口絵挿絵の評判次第で売れ行きが大きく変わることから、何でも描ける年方のもとには作画の依頼が引きも切らなかった。当時最も注文が多かった画家と言われ、生真面目な年方はどんな仕事でも依頼されれば断ることが出来なかった。錦絵でも「今様美人」のようなシリーズの他、風俗画を多く手がけ、芳年や楊洲周延の歌川派様式とは異なる、穏やかで気品のある独自の風俗画を打ち出した。
反面、本画の方でも歴史人物画家として活動し、明治31年（1898年）日本美術協会の日本画会結成に参加。第1回展に出品した「佐藤忠信参館之図」は宮内省御用品となっており、年方は日本画会の評議員になった。同年、日本美術院の創設にも参加、特別賛助員になっている。さらに日本絵画協会第5回絵画共進会で褒状1等を受賞するなど、自ら日本画を出品し各種の展覧会で活躍した。翌明治32年（1899年）には日本絵画協会第7回絵画共進会で「平忠度」が銅牌を、明治33年（1900年）の日本絵画協会第8回絵画共進会で「富峯」が同じく銅牌を、明治35年（1902年）の日本絵画協会第13回絵画共進会で「橘逸勢女」が銀牌を受賞した。同年、小堀鞆音と歴史風俗画会を結成し、ますます歴史画に打ち込んだ。年方のこのような活動は、浮世絵師が時代とともに町絵師から芸術家へと変わりゆく時代を示すものであった。享年43。死因は、当時の訃報記事では脳疾患と書かれているが、過労とも言われる。墓所は台東区の谷中墓地にあるが、管理する者もなく荒れ果て、無縁墓として撤去が危惧される。また神田神社には、大正12年5月に弟子たちが建立した水野年方顕彰碑があり、こちらは千代田区指定文化財（歴史資料）として指定されている。法名は色雲院空誉年方居士。
門下から鏑木清方、池田輝方、榊原蕉園らの美人画家の他、小山光方、竹田敬方、大野静方、荒井寛方らの画家を輩出した。また後妻の水野秀方も年方に師事し、日本画家として活躍している。秀方は年方の挿絵下絵、校正刷り、蔵書、浮世絵コレクションを帝国図書館に寄贈し、現在も国立国会図書館に所蔵されている。

## 作品

### 錦絵
- 「三十六佳撰」 大判36枚揃　「茶の湯　宝永頃婦人」、「花見　文政頃美人」など　秋山武右衛門版　明治26年から　太田記念美術館所蔵
- 「茶の湯日々草」　大判15枚、序1枚　秋山武右衛門版　明治29年　太田記念美術館所蔵
- 「今様美人」　横大判12枚揃　秋山武右衛門版　明治31年から　太田記念美術館所蔵
- 「田中石松　台湾三角湧の難戦」　大判3枚続
- 「佐々木盛綱備前国藤戸ノ渡ニテ平軍ヲ襲ハント漁人ニ水之浅深ヲ問フ図」　大判3枚続　秋山武右衛門版　明治17年（1884年）
- 「人皇十五代（三韓征伐の図）」　大判3枚続　明治18年
- 「大日本帝国万々歳　成歓襲撃和軍大捷之図」　大判3枚続　秋山武右衛門版　明治27年
- 「安城渡大激戦松崎大尉勇猛」　大判3枚続　明治27年
- 「大日本帝国万々歳　平壌激戦大勝利図」　大判3枚続　秋山武右衛門版　明治27年
- 「平壌激戦玄武門攻撃ノ際清兵嶮ニ據テ善ク防御シ日軍頗ル苦戦ス時ニ一勇兵アリ城壁ヲ乗越遂ニ関門大勝、倚テ古今ノ大功ヲ顕ス此人ハ誰ソ三河国住人歩兵一等卒原田重吉氏則是ナリ」　大判3枚続　関口政治郎版　明治27年
- 「海軍将校等征清の戦略を論ずる図」　大判3枚続　関口政治郎版　明治27年
- 「平壌攻略我軍敵塁ヲ抜ク」　大判3枚続　関口政治郎版　明治27年
- 「鳳凰城陥落敵兵潰走図」　大判3枚続　秋山武右衛門版　明治27年
- 「立見少将豪膽之図」　大判3枚続　松木平吉 (5代目) 版　明治28年
- 「於威海衛附近我海陸戦隊決死七勇士先鋒上陸之図」　大判3枚続　秋山武右衛門版　明治28年
- 「清国北洋艦隊於威海衛全滅遂提督丁汝昌我海軍敵不能於官宅自殺図」　大判3枚続　秋山武右衛門版　明治28年
- 「帝国赤城艦長坂本少佐奮戦」　大判3枚続
- 「鎮川地方二五名ノ日本工兵百余人ヲ撃退ク」　大判3枚続
- 「三井好　都の錦」　横大判12枚揃　2代目秋山武右衛門版　明治37年頃
- 「三越好　都の錦」　横大判12枚揃　「三井好　都の錦」の後摺

### 肉筆画
| 作品名             | 技法     | 形状・員数 | 寸法（縦x横cm） | 所有者                     | 年代                       | 出品展覧会                                        | 落款・印章 | 備考 |
| ------------------ | -------- | ---------- | --------------- | -------------------------- | -------------------------- | ------------------------------------------------- | ---------- | --- |
| 佐藤忠信参館図     | 絹本着色 | 1幅        |                 | 三の丸尚蔵館               | 1898年（明治31年）         | 第1回日本画会展                                   |            | |
| 橘逸勢女・日野阿新 | 絹本著色 | 双幅       | 84.8x141.5      | 個人                       | 1902年（明治35年）         | 第13回日本絵画協会・第8回日本美術院連合絵画共進会 |            | 橘逸勢女が銅牌受賞。「橘逸勢女」は、娘が承和の変で連座した父を見送る場面。日野阿新は、父の敵討ちのため本間入道の寝所に、今まさに押し入ろうとする場面。背景に当時流行の朦朧体を取り入れており、親を思う子の心情を盛り上げている |
| 漁する童           | 紙本着色 |            |                 | 個人                       | 1900-08年（明治33-41年）頃 |                                                   |            | |
| 野婦               | 紙本着色 |            |                 | 個人                       | 1900-08年（明治33-41年）頃 |                                                   |            | |
| 岩清水             | 絹本着色 | 1幅        | 175.8x86.3      | 東京国立博物館             | 1907年（明治40年）         | 日本美術協会展                                    |            | |
| 秋夕図             | 絹本着色 |            |                 | 福富太郎コレクション資料室 |                            |                                                   |            | 美人画 |
| 浦島太郎           | 紙本着色 | 扇1面      |                 | 福富太郎コレクション資料室 |                            |                                                   |            | |
| 筆ならし           |          |            |                 |                            |                            |                                                   |            | 下絵帖。門人の笠原常方が明治29年（1896年）に綴じたもの。 |